# Axe vert de la Thiérache
L'Axe vert de la Thiérache est une voie verte de 37 km aménagée sur l'ancienne voie ferrée allant d'Hirson à Guise.

## Description
Il passe par les communes de : Hirson, Buire, Neuve-Maison, Ohis, Wimy, Effry, Luzoir, Gergny, Étréaupont, Sorbais, Autreppes, Saint-Algis, Marly-Gomont, Proisy, Romery, Wiège-Faty, Beaurain (maintenant partie la commune de Flavigny-le-Grand-et-Beaurain) et Guise.
Long de 39 km, il relie Guise à Hirson sur les emprises d'une ancienne voie ferrée. Les anciennes gares ont été pour la plupart aménagées en gîte d'étape.
Un chemin de randonnée boueux herbeux, accessible à VTT mais très difficilement praticable pour les randonneurs cyclistes, avait été réalisé vers 1980.
La randonnée annuelle de Dynamobile en 2004 et en 2007 et celle de l'association CyclotransEurope en 2010 sont passées par Hirson et Guise. 
Au cours des rencontres organisées avec les élus et responsables locaux à chacune de ces manifestations, les randonneurs ont souligné l'intérêt pour le développement touristique de la Thiérache de l'aménagement d'une voie verte.
L'Axe vert a été aménagé en voie verte début 2014 par le conseil général de l'Aisne. Il est inclus dans la véloroute EuroVelo 3.

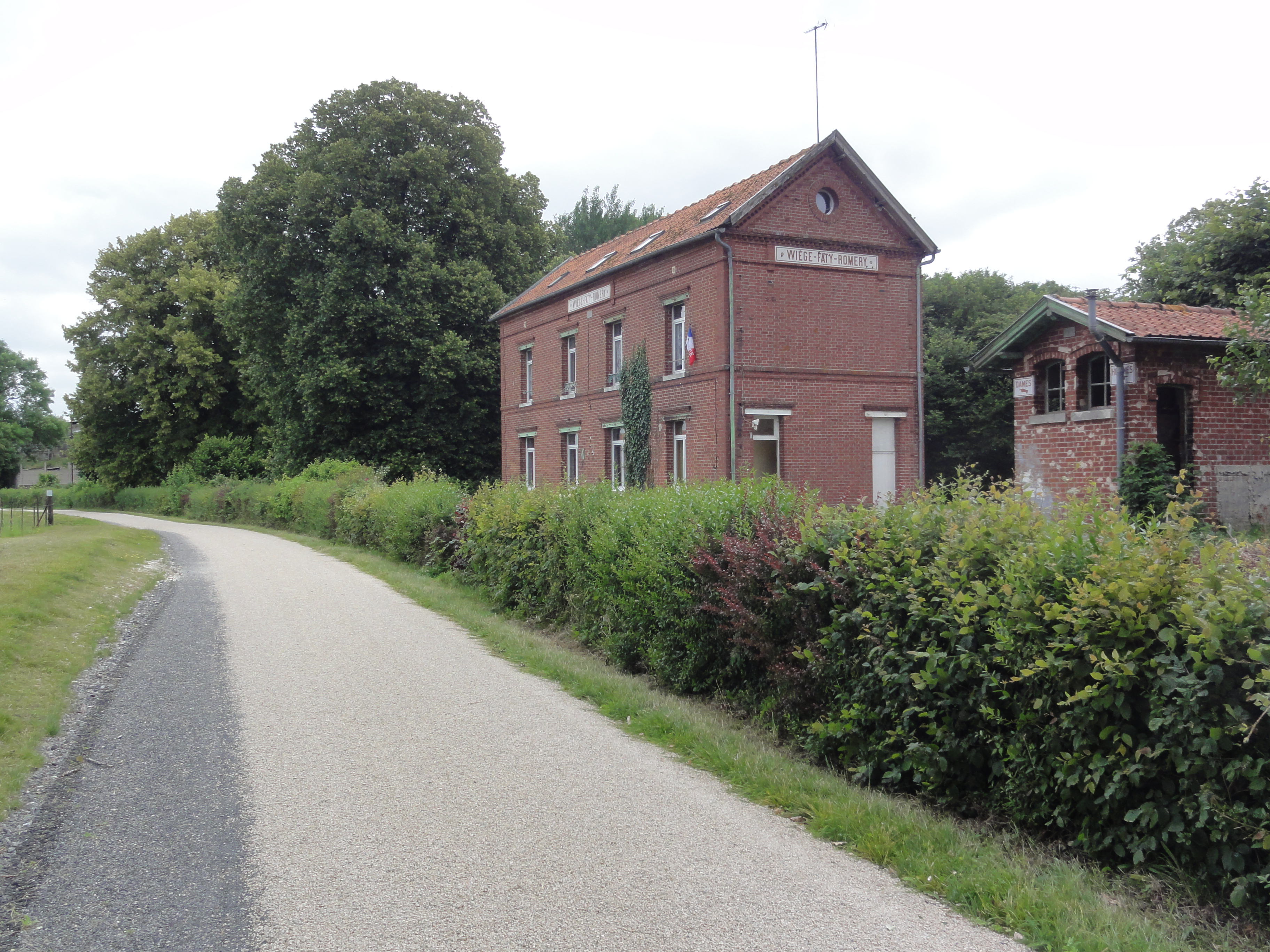
Ancienne gare Wiège-Faty - Romery.
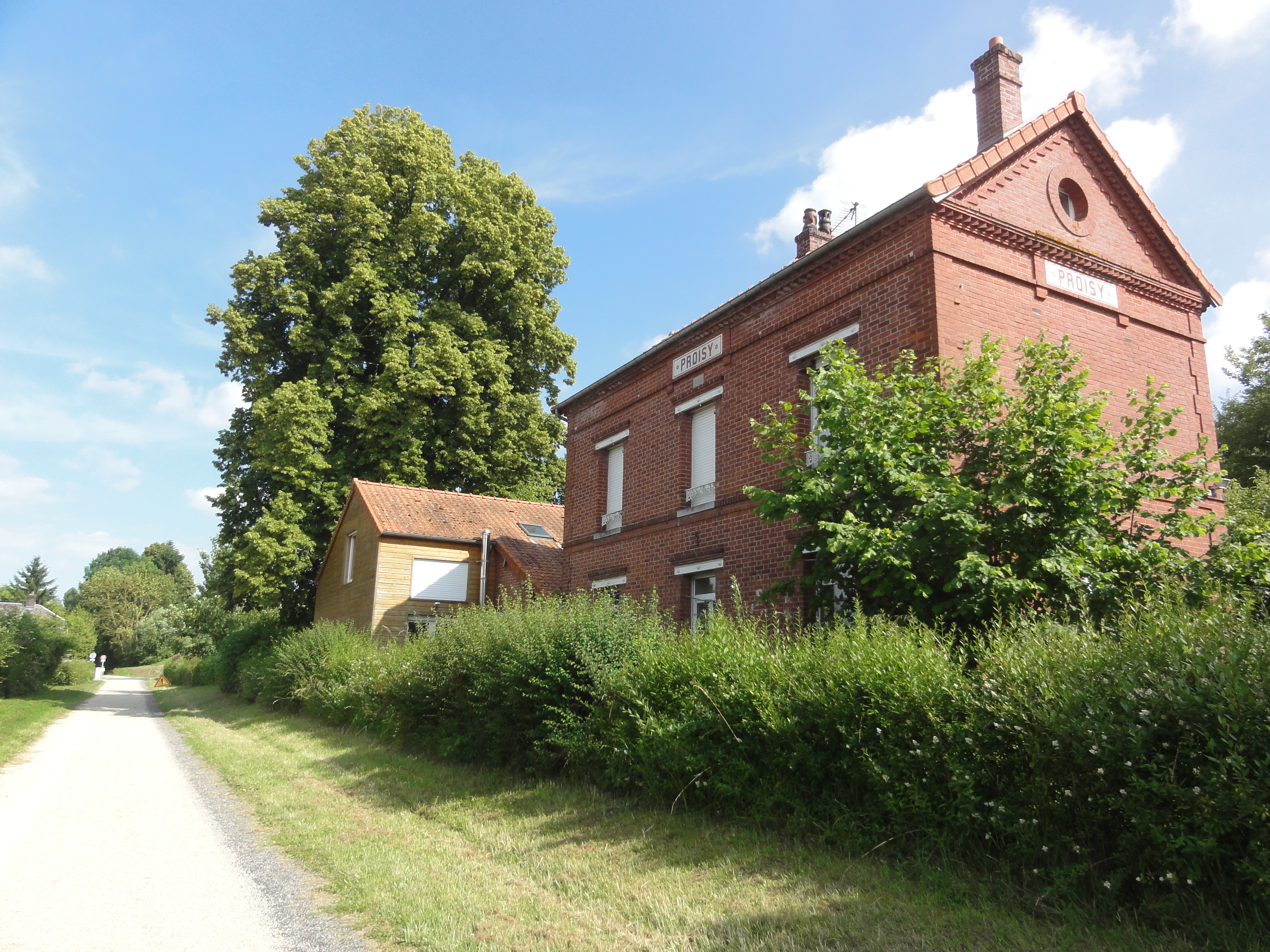
Ancienne gare de Proisy.
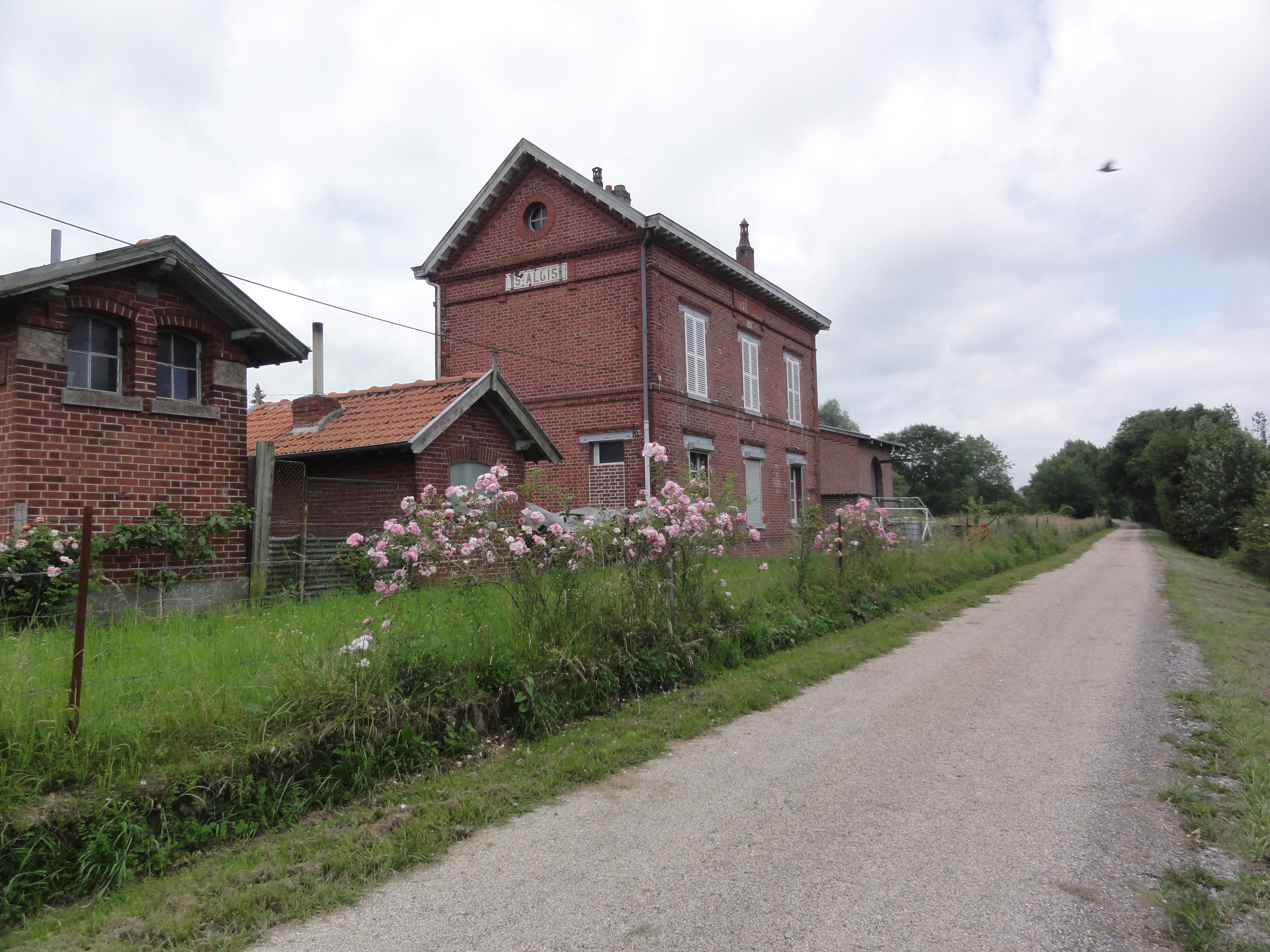
Ancienne gare de Saint-Algis.
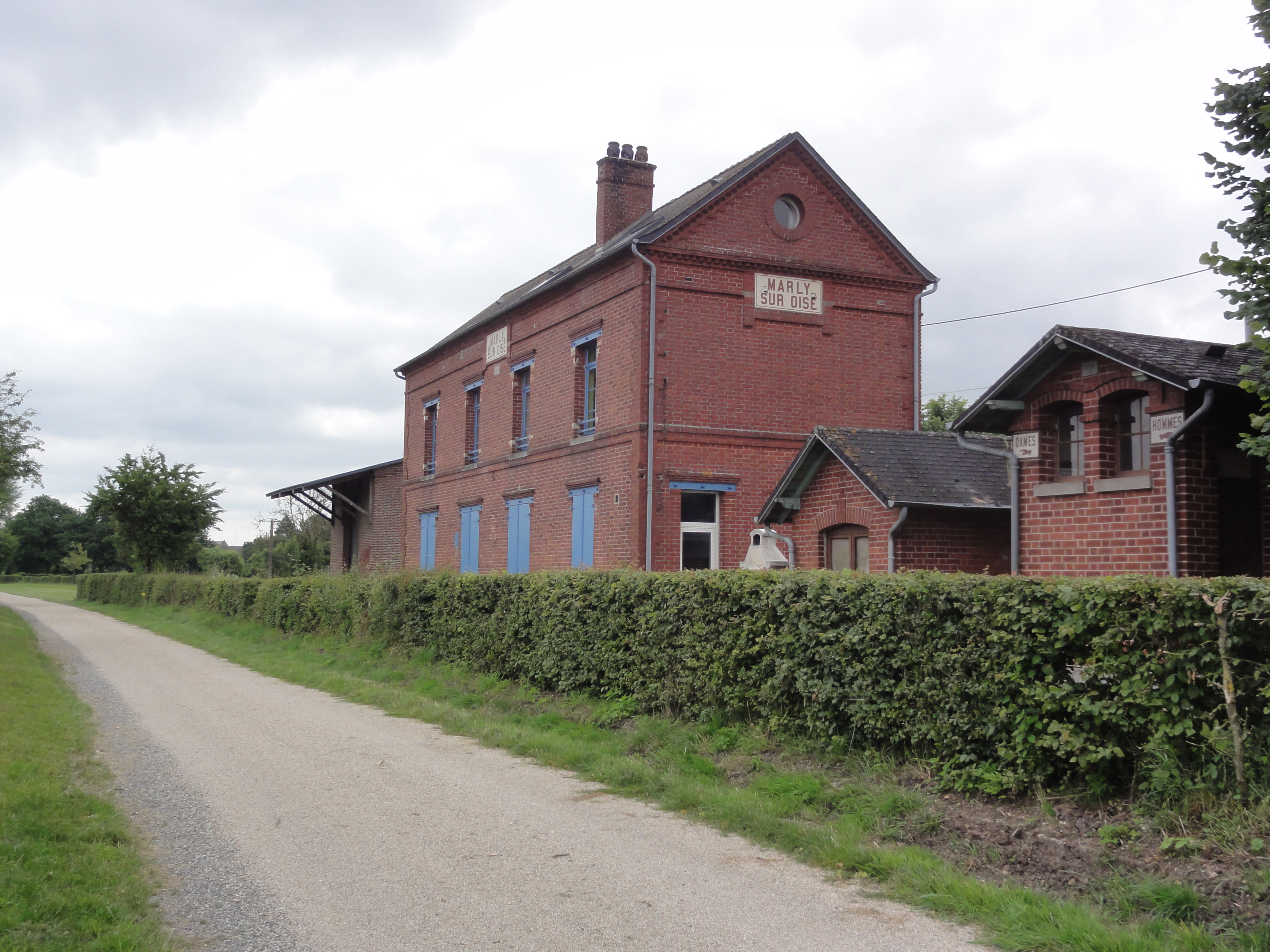
Ancienne gare de Marly-Gomont (Marly-sur-Oise).
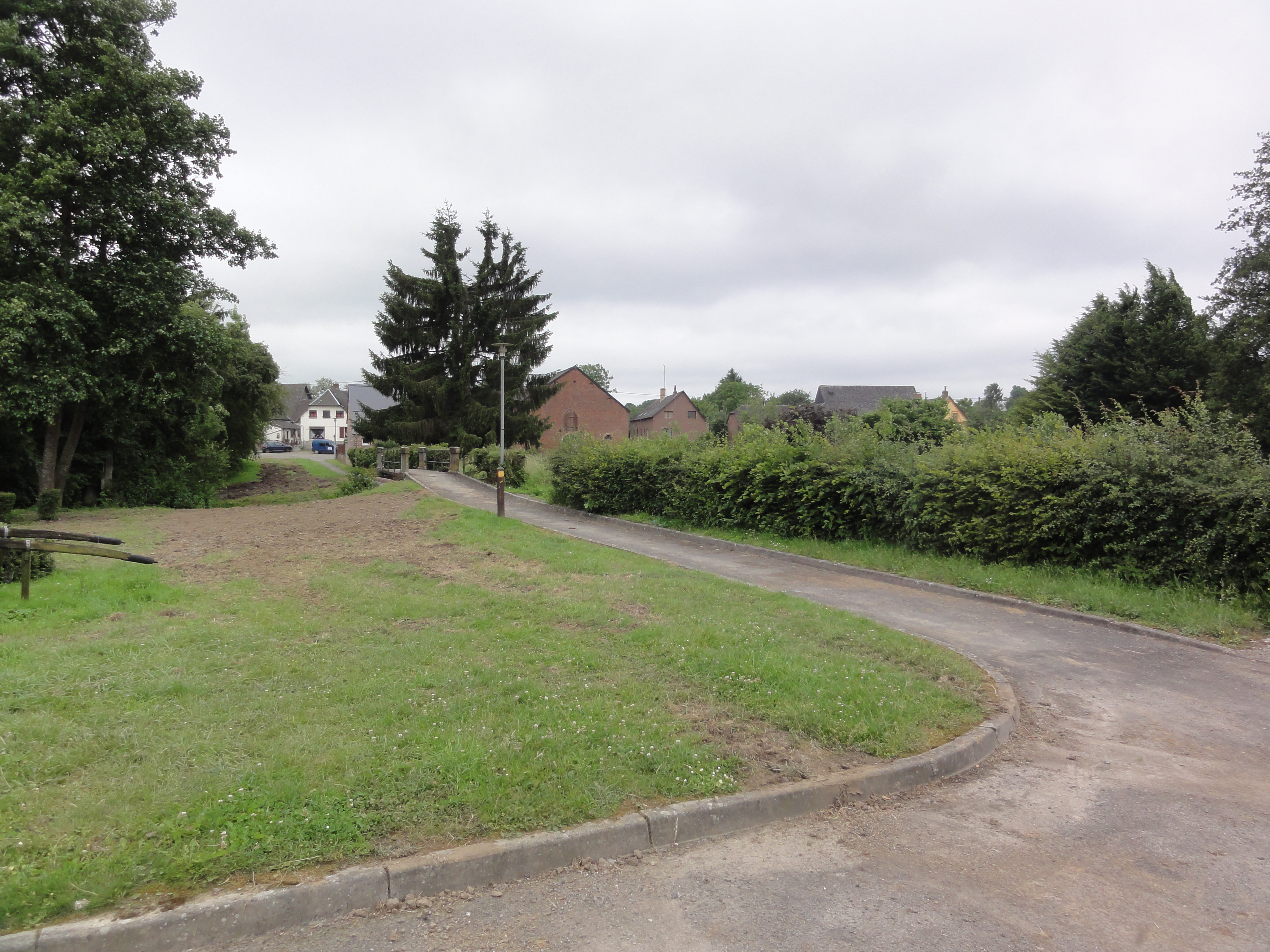
L'Axe vert traversant Sorbais.
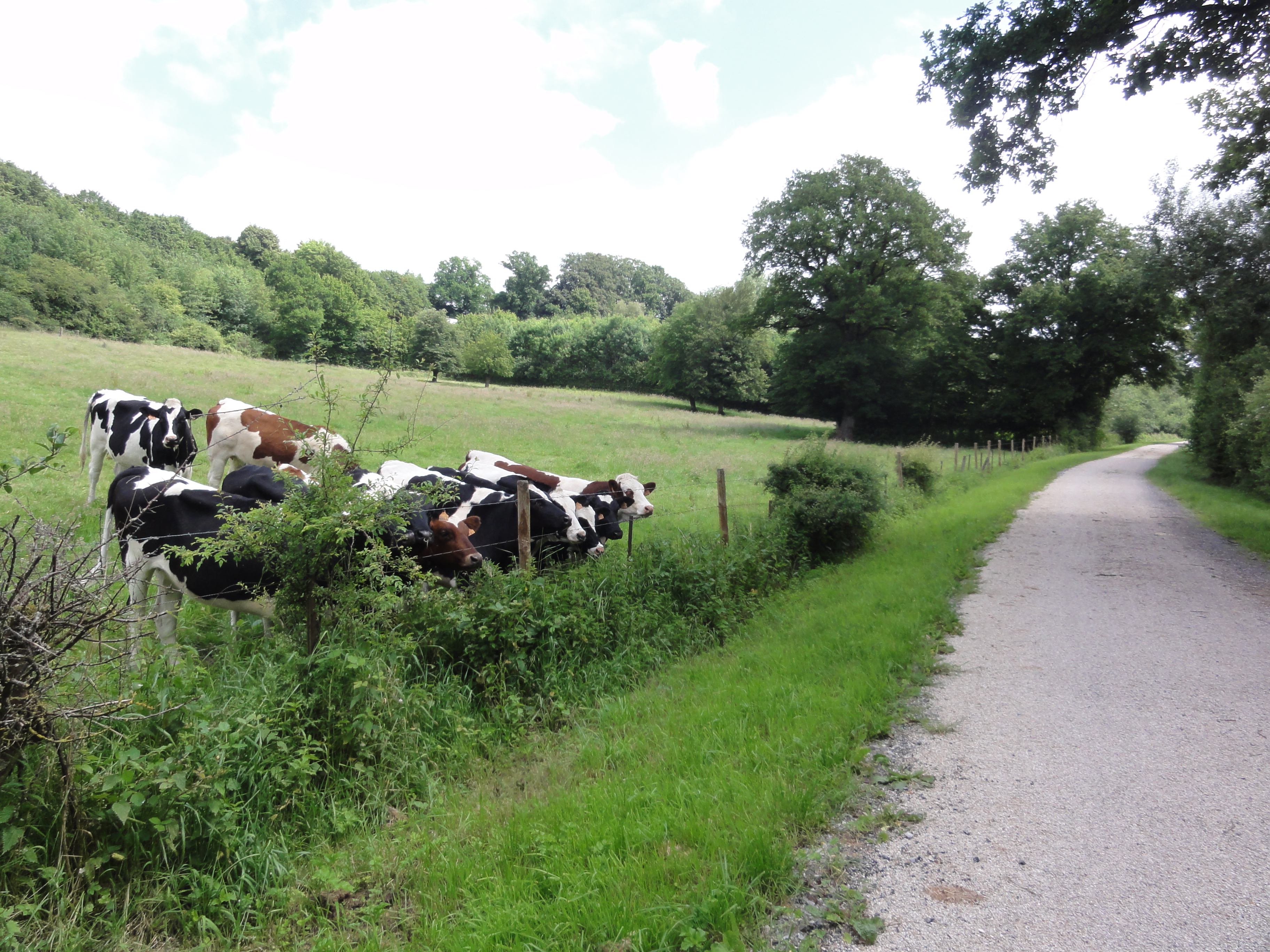
L'Axe vert à Gergny, rive droite de l'Oise.
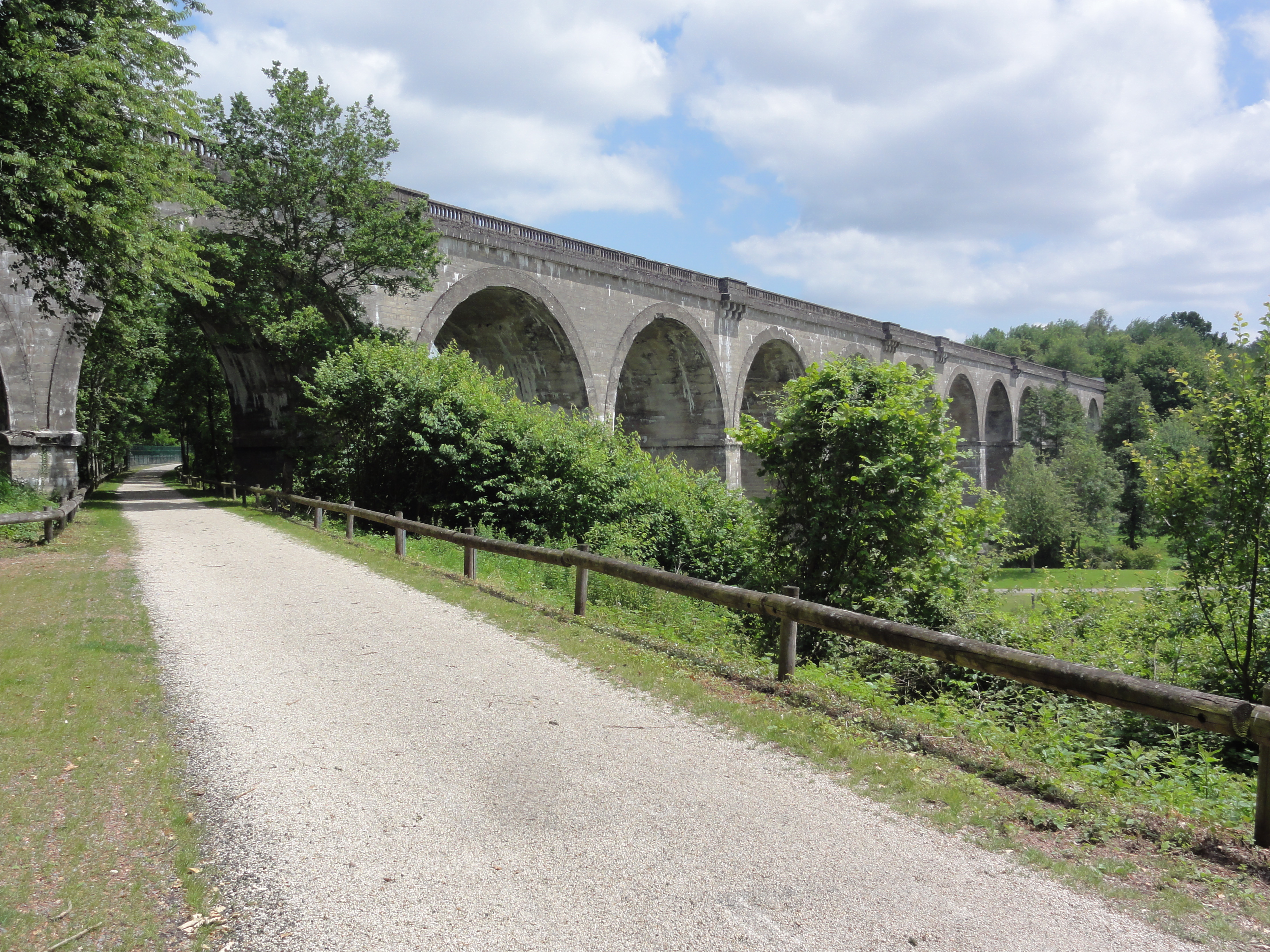
Le viaduc sur l'Oise vu de l'Axe vert.